# Coppa di Francia 2008-2009 (hockey su pista)
La Coppa di Francia 2008-2009 è stata l'8ª edizione della principale coppa nazionale francese di hockey su pista. La competizione ha avuto luogo dal 13 dicembre 2008 e si è conclusa con la doppia finale il 9 maggio 2009.
Il trofeo è stato conquistato dal Mérignac per la prima volta nella sua storia superando in finale il Quévert.

## Risultati

### Primo Turno
| Squadra 1     | Risultato | Squadra 2        |
| ------------- | --------- | ---------------- |
| Loudéac       | 4 - 8     | Saint-Brieuc     |
| Ergué-Gabéric | 4 - 7     | Quévert          |
| Mouilleron    | 2 - 8     | Plonéour-Lanvern |
| Nantes        | 2 - 0     | La Vendéenne     |
| Laval         | 1 - 6     | ASTA Nantes      |
| Crehen        | 0 - 1     | Ploufragan       |
| Gujan-Mestras | 2 - 22    | Mérignac         |
| Biarritz      | 5 - 7     | Coutras          |
| Pau           | 4 - 5     | Gazinet-Cestas   |
| Tourcoing     | 1 - 5     | SCRA Saint-Omer  |
| Briard        | 2 - 8     | Noisy-le-Grand   |
| Roubaix       | 6 - 7     | Villejuif        |
| Seynod        | 0 - 7     | Vaulx-en-Velin   |

### Ottavi di finale
| Squadra 1         | Risultato | Squadra 2         |
| ----------------- | --------- | ----------------- |
| Plouguerneau      | 1 - 12    | Ploufragan        |
| Noisy-le-Grand    | 3 - 4     | Nantes            |
| Plonéour-Lanvern  | 2 - 5     | Quévert           |
| ASTA Nantes       | 5 - 3     | Sporting Fontenay |
| Gazinet-Cestas    | 4 - 8     | Mérignac          |
| Nantes Longchamps | 2 - 13    | SCRA Saint-Omer   |
| Vaulx-en-Velin    | 6 - 2     | Saint-Brieuc      |
| Coutras           | 15 - 1    | Villejuif         |

### Quarti di finale
| Squadra 1      | Risultato | Squadra 2       |
| -------------- | --------- | --------------- |
| Ploufragan     | 4 - 5     | Nantes          |
| Quévert        | 4 - 3     | ASTA Nantes     |
| Mérignac       | 2 - 1     | SCRA Saint-Omer |
| Vaulx-en-Velin | 5 - 3     | Coutras         |

### Semifinali
| Squadra 1 | Risultato | Squadra 2      |
| --------- | --------- | -------------- |
| Nantes    | 1 - 4     | Quévert        |
| Mérignac  | 5 - 2     | Vaulx-en-Velin |

### Finale
| Dinan 18 aprile 2009 Finale - andata | Quévert | 1 – 4 | Mérignac |  |

| Mérignac 9 maggio 2009 Finale - ritorno | Mérignac | 4 – 0 | Quévert |  |